# Анелінек
Анелінек (пол. Anielinek) — село в Польщі, у гміні Якубув Мінського повіту Мазовецького воєводства.
Населення — 198 осіб (2011).
У 1975-1998 роках село належало до Седлецького воєводства.

## Демографія
Демографічна структура станом на 31 березня 2011 року:
|          | Загалом | Допрацездатний вік | Працездатний вік | Постпрацездатний вік |
| -------- | ------- | ------------------ | ---------------- | -------------------- |
| Чоловіки | 107     | 22                 | 74               | 11                   |
| Жінки    | 91      | 17                 | 57               | 17                   |
| Разом    | 198     | 39                 | 131              | 28                   |